# 양자 상관관계
양자역학에서 양자 상관관계(영어: Quantum correlation)는 양자 택일 결과들의 곱의 기대값이다. 즉, 하나의 양자계가 상호작용 장소를 통과하면서 예상되는 물리적 특성의 변화이다. 벨 실험에 영감을 준 존 스튜어트 벨의 1964년 논문에서는 결과 A와 B가 각각 -1 또는 +1의 두 값 중 하나만 취할 수 있다고 가정했다. 결과적으로 곱 역시 -1 또는 +1만 될 수 있으므로 곱의 평균값은 다음과 같다.
{\displaystyle {\frac {N_{++}-N_{+-}-N_{-+}+N_{--}}{N_{total}}}}
여기서, 예를 들어 N++은 실험 양쪽에서 결과 +1의 "일치"수이다.
그러나 실제 실험에서는 검출기가 완벽하지 않으며 null 결과가 많이 생성된다. 분명히 0은 평균에 기여하지 않기 때문에 일치의 합을 사용하여 상관 관계를 추정할 수 있지만 실제로는 Ntotal로 나누는 대신 관찰된 일치의 총 개수
{\displaystyle N_{++}+N_{+-}+N_{-+}+N_{--}}
로 나누는 것이 일반적이다. 이 방법의 정당성은 관찰된 일치가 방출된 쌍의 공정한 샘플을 구성한다는 가정에 의존한다.
벨에 따라, 추정된 양자 상관관계는 충분한 횟수의 시행 후에 수렴된다.
{\displaystyle QC(a,b)=\int d\lambda \rho (\lambda )A(a,\lambda )B(b,\lambda )}
여기서 a 와 b 는 검출기 설정이고 λ는 분포 ρ(λ)에서 추출된 숨겨진 변수이다.
양자 상관관계는 CHSH 부등식과 다른 벨 부등식 중 일부의 주요 통계이며, 양자 역학과 국소적 실재론 또는 국소적 숨은 변수 이론 사이의 실험적 구별을 위한 길을 여는 실험이다.

## 외부 벨 테스트
양자 상관관계는 시간에 따라 분리된 입자의 간섭을 비롯한 다양한 현상을 발생시킨다.

## 같이 보기
- 상관관계는 인과관계를 의미하지 않는다.
- EPR 역설